# 1247

## Догађаји
- Рат за тириншко наслеђе: Потраживања на наследство Лудовинга након смрти Хајнриха Распеа, ландгрофа Тирингије, доводе до спора око наслеђивања територија Тирингије и Хесена, између његове нећаке Софије од Тирингије и њеног рођака Хенрика III од Мејсена, који полажу право на територије као феуде изборне државе Мајнц.
- Рим слави 2.000 година постојања.
- 2. јул – Краљ Бела IV додељује територије витезовима хоспиталерима у Банату Северин и угарској Куманији (према документу под називом Диплома Јованита), рано помиње Литовог и друге влашке/румунске локалне владаре у Влашкој и Трансилванији.
- Лето – Опсада Севиље: Кастиљске снаге под краљем Фердинандом III почињу да опседају Севиљу, град је изолован, а Рамон де Бонифас плови са 13 галија уз реку Гвадалквивир како би растерао око 40 мањих алмохадских бродова који су покушавали да му се супротставе (многи су уништени).
- 1. децембар – Избија побуна међу муслиманским поданицима у региону Валенсије. Као казну, краљ Ђауме I од Арагона издаје наређење о протеривању муслимана из свог краљевства, што доводи до бројних прогонства у Андалузији и Северној Африци.
- 17. јун – Египатске снаге под султаном Ас-Салихом Ајубом заузимају Тиберијаду и његов замак. Убрзо након тога заузимају планину Табор и замак Белвоар. Затим, Ајуб помера своју војску да опседне Аскалон – који брани гарнизон витезова хоспиталерa. Позивају помоћ из Акре и Кипра.
- Лето – Краљ Хенри I („Дебели“) шаље кипарску ескадрилу од 8 галија са 100 витезова, предвођених Балдуином од Ибелина, у Акру. Уз подршку италијанских колониста, опремили су још 7 галија и око 50 лакших бродова како би ослободили опсаду Аскалона – који је сада блокиран египатском флотом.
- Египатска флота (око 20 галија) суочава се са крсташким бродовима предвођеним Балдуином од Ибелина код Аскалона. Али пре него што је успостављен контакт, захвата их изненадна медитеранска олуја. Многи муслимански бродови су избачени на обалу и разбијени; преживели се враћају у Египат.
- 15. октобар – Египатске снаге под командом Ас-Салиха Ајуба изненада заузимају Аскалон – док ован за разбијање пробија пролаз испод зидина право у цитаделу. Већина бранилаца је масакрирана, а остатак гарнизона је заробљен.
- Битка код Балишанона: Норманске снаге под командом Мориса Фицџералда побеђују галску војску близу Балишанона у северној Ирској. Након битке, цела земља Донегол је разорена и опљачкана од стране Нормана.
- Клан Хоџо под командом Хоџо Токијорија уништава породицу Миура; и тиме учвршћује свој ауторитет регента у Јапану.
- Ћин Ђиушао, кинески математичар, пише Математички трактат у девет одељака.

## Смрти
- Ришар де Бир

- Конрад Пјаст

- Арман де Перигор

- Софија Евдокија Ласкарис
- Стјепан Бабонић (надбискуп)

- Хајнрих Расп